# Śmiały (pociąg pancerny)

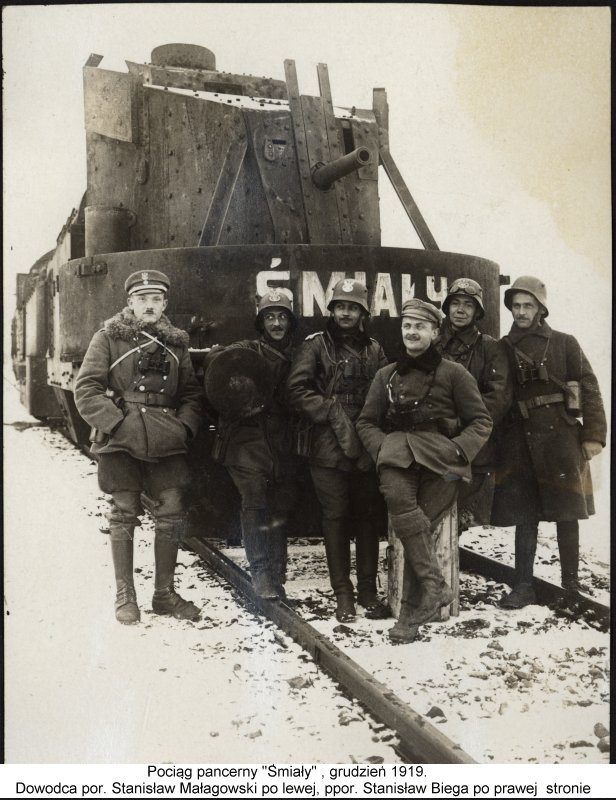
Pociąg pancerny Śmiały w grudniu 1918 r. (w podpisie błędnie podano rok – por. Małagowski zginął 25 lipca 1919 r.)

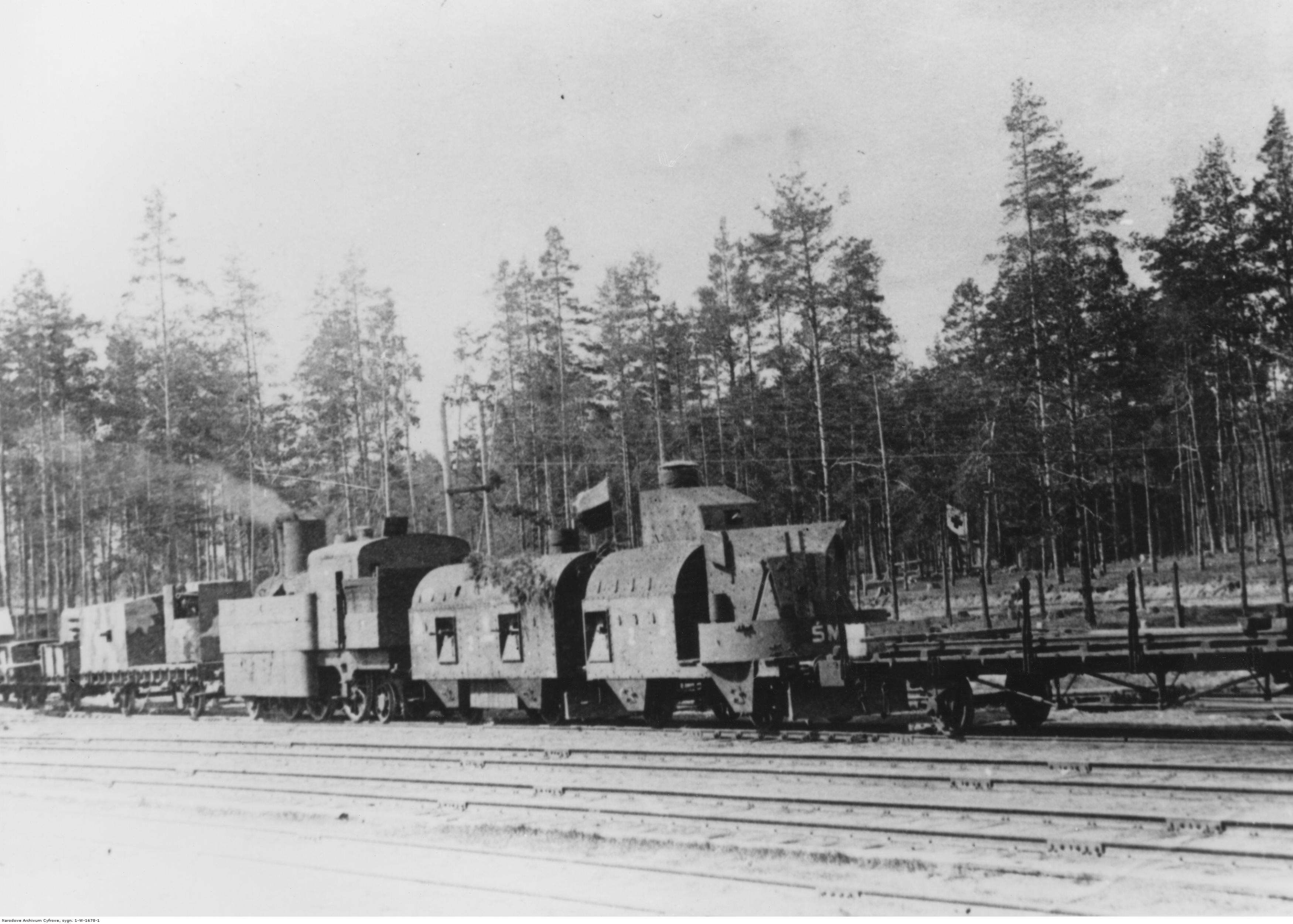
Pociąg pancerny „Śmiały” w 1920

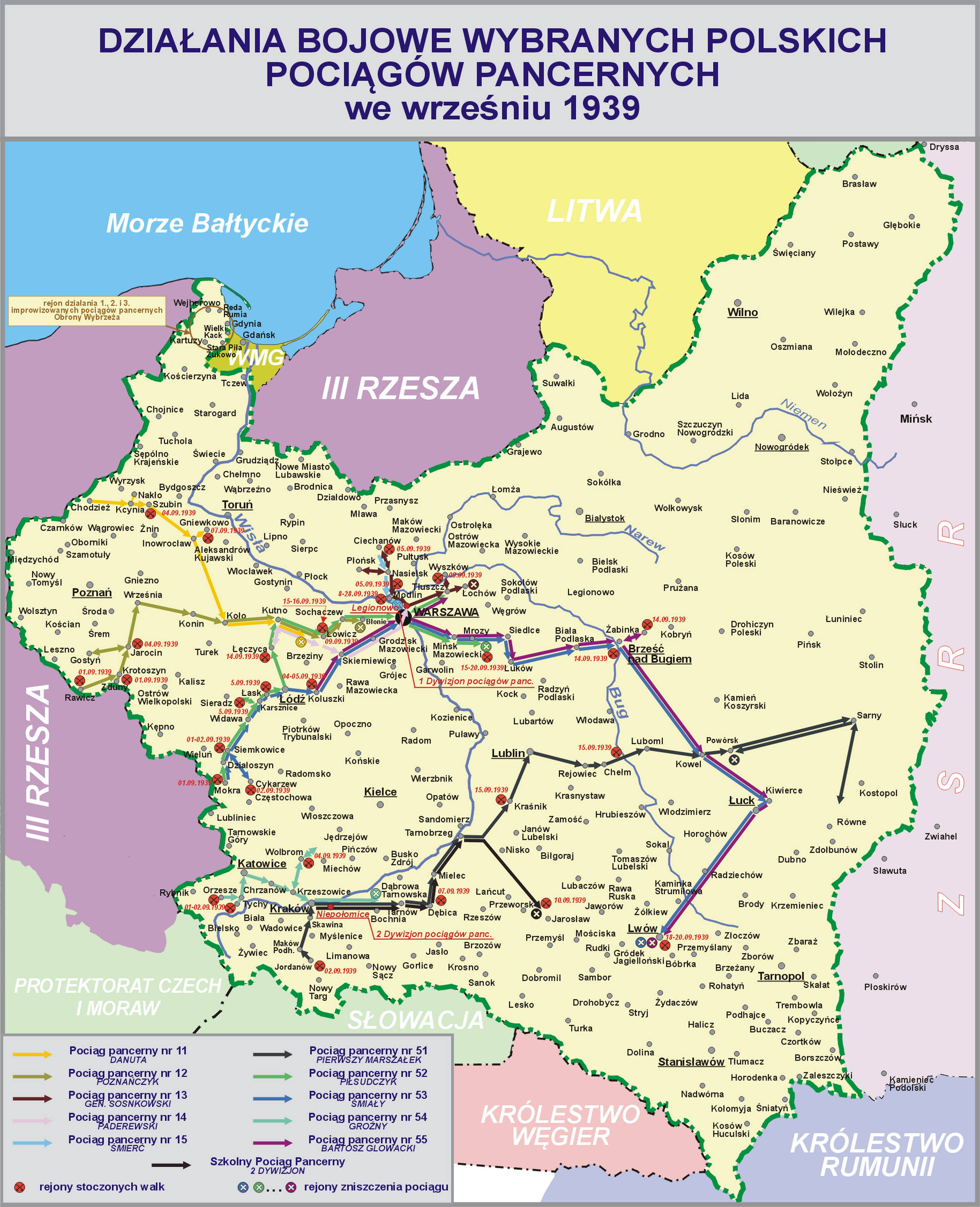

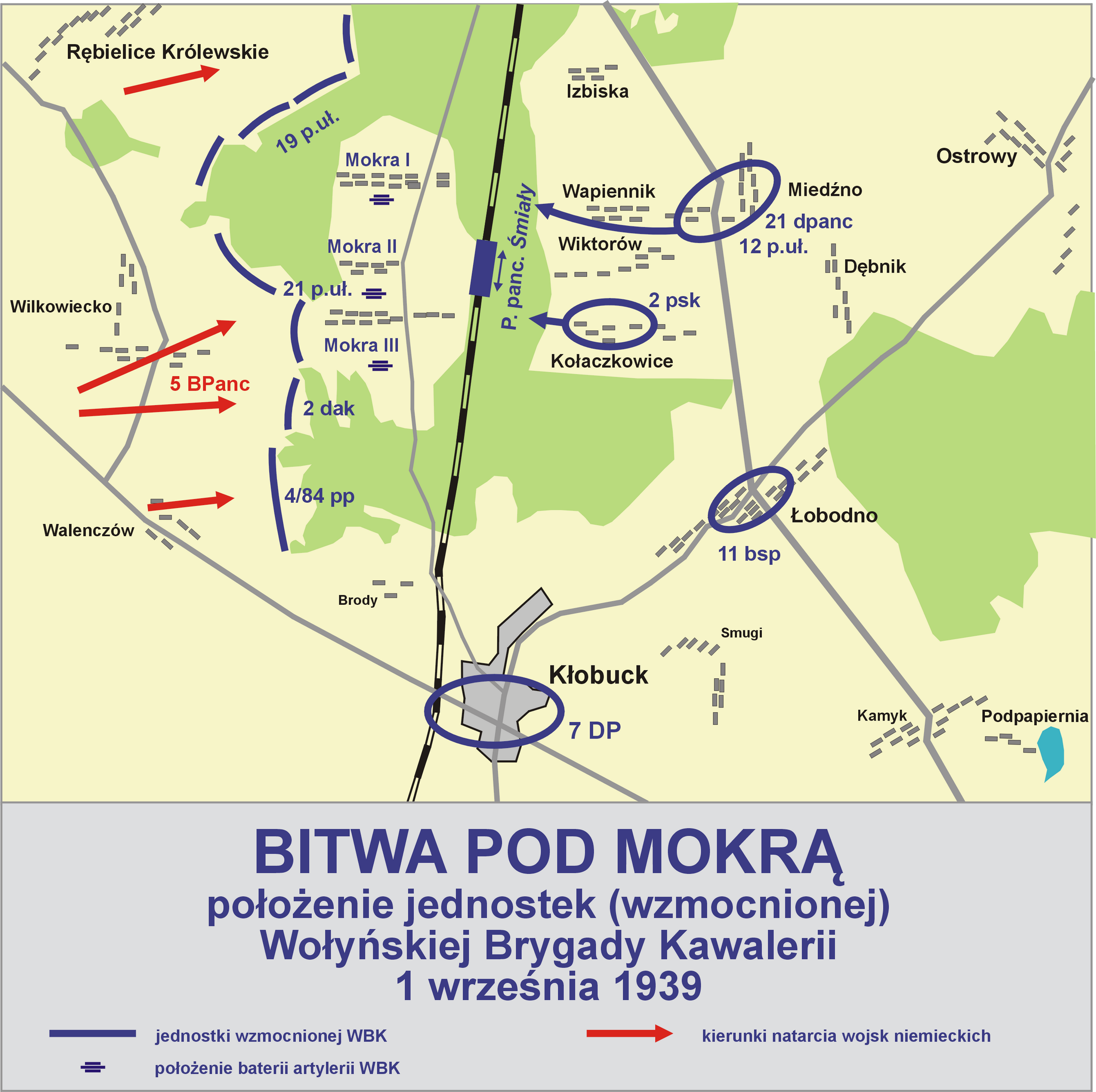

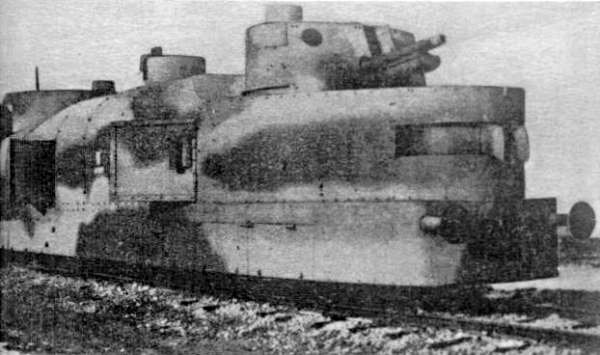
Polski typowy wagon artyleryjski z 1939. Wagony tego typu były używane w polskich pociągach: Śmiały i Piłsudczyk

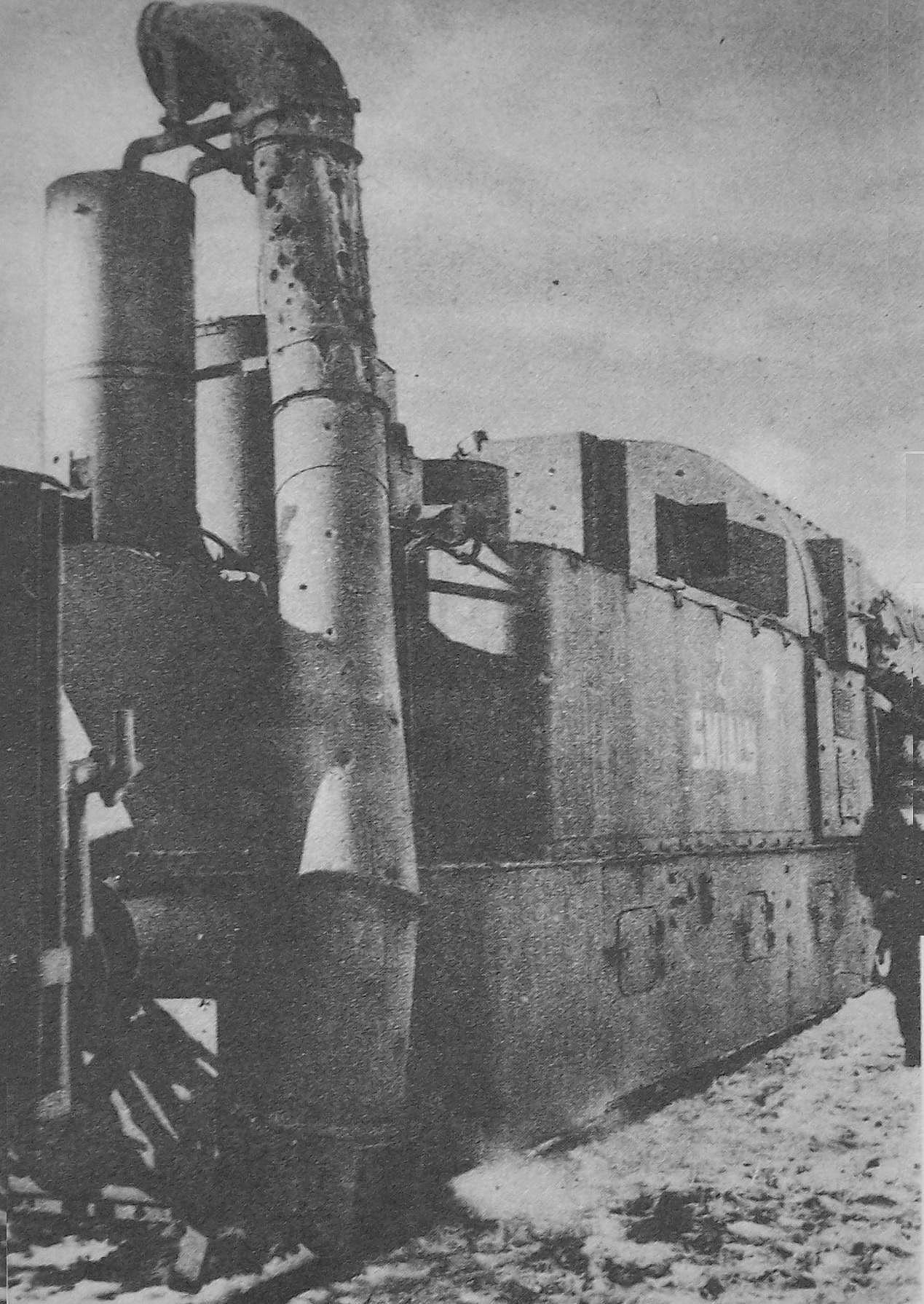
Pociąg Pancerny „Śmiały”

Pociąg Pancerny Nr 2, Pociąg Pancerny „Śmiały”, Pociąg pancerny Nr 53 – uzbrojony w armaty wz. 02/26 i haubice wz. 14/19A, a także wyposażony w czołgi Renault FT oraz tankietki TK-3. Brał znaczący udział w bitwie pod Mokrą; przedostał się do Brześcia (zob. obrona twierdzy brzeskiej), a następnie przez Kowel w okolice Lwowa, gdzie wziął udział w obronie miasta. 22 września 1939 r, po kapitulacji Lwowa opuszczony przez załogę, został zajęty przez wojska radzieckie.
Był to pierwszy polski pociąg pancerny (Przed odzyskaniem niepodległości, w dniach 10 lutego – 10 maja 1918, walczył improwizowany pociąg pancerny Związek Broni).

## Historia
1 listopada 1918 roku oddział złożony z kolejarzy i dezerterów z armii austriackiej narodowości polskiej na stacji Prokocim koło Krakowa zdobył nieuszkodzony, nowoczesny, austro-węgierski pociąg pancerny, składający się z dwóch wagonów czołowych-artyleryjskich, dwóch wagonów piechoty i jednego szturmowego. Ze składu tego pociągu zorganizowane zostały dwa pociągi pancerne: „Piłsudczyk” (P.P. nr 1) i „Śmiały” (P.P. nr 2), które wzięły udział w walkach o Lwów. Pierwszym dowódcą pociągu i nowo skompletowanej załogi został por. art. Jerzy Lewakowski.
Pociąg brał udział w konflikcie polsko-ukraińskim w 1918 roku, walcząc pod Przemyślem, Niżankowcami, Milatynem i Kamieniobrodem.
26 listopada 1918 pociąg wrócił do Lwowa i otrzymał nazwę „Śmiały”.
11 grudnia komendantowi pociągu podporządkowano pod względem taktycznym 1. kompanię polową krakowskiego batalionu akademickiego, jako kompanię szturmową. Dowódcą kompanii był por. Radecki, a dowódcami plutonów podporucznicy: Stefan Buczma (†30 XII 1918), Zygmunt Blumski i Stachowicz. Kompania liczyła 110 ludzi i posiadała 2 karabiny maszynowe.
12 kwietnia 1919 pociąg wyjechał z Warszawy na front litewsko-białoruski. 8 maja 1919 roku część załogi przeniesiono do pociągu Śmiały szeroki, którego dowódcą (do lipca 1919) zostaje ppor. Biegai.
25 lipca w boju pieszym z oddziałem bolszewickim (składającym się wg świadków z Chińczyków) zginął por. Małagowski. W czasie odwrotu wojsk polskich z Ukrainy i Białorusi, latem 1920 r., w ciągu ośmiu tygodni walk utracono 12 spośród 22 posiadanych wówczas przez Polskę pociągów pancernych. Na skutek intensywnego ostrzału artyleryjskiego, uszkodzone zostały wszystkie działa „Śmiałego" i pociąg wycofano na tyły do naprawy. Na front powrócił we wrześniu, walcząc do końca wojny na terenach dzisiejszej Białorusi.
Od 1928 był na składzie 2 dywizjonu pociągów pancernych w Niepołomicach.
We wrześniu 1939 był uzbrojony w 2 haubice 100 mm, 2 armaty 75 mm i 19 ckm-ów".
Został zmobilizowany 27 sierpnia 1939 i przydzielony do Wołyńskiej Brygady Kawalerii przy Armii „Łódź". Przed wojną patrolował linię kolejową Brzeźnica nad Wartą – Siemkowice – Działoszyn – Kłobuck.
Nocą z 31 sierpnia na 1 września pociąg ruszył do Siemkowic, gdzie dojechał ok. 5.00. Stacjonował w Rudnikach. O godz.9.00 odjechał do Miedźna, otrzymał rozkaz patrolowania linii Kłobuck – Miedźno. Podczas bitwy pod Mokrą, ze skrzyżowania toru z drogą Mokra – Miedźno, wsparł 21 pułku ułanów, pomagając odeprzeć atak niemieckiej 4 Dywizji Pancernej. Następnie pociąg wycofał się do Działoszyna i rozpoczął patrol toru Działoszyn – Miedźno; tam odparł drugi atak czołgów niemieckich, niszcząc kilka. Na skrzyżowaniu toru z drogą Rębielice – Izbiska pociąg natrafił na gotującą się do ataku niemiecką kolumnę I batalionu 12 pułku strzelców zmotoryzowanych; zadał jej znaczące straty ale po kilku trafieniach (uszkodzona wieża 75 mm, pożar na platformie amunicyjnej) musiał się wycofać do Miedzna i następnie Działoszyna; oddziały niemieckie także się wycofały. Walkę jego wsparł przybyły z sąsiedniego odcinka pociąg pancerny nr 52 „Piłsudczyk”, który wspólnie z pp nr 53 ostrzeliwał niemieckie oddziały, a następnie osłonił jego odwrót. 2 września pociąg osłaniał lewe skrzydło Brygady; ostrzelano elementy 1 Dywizji Pancernej koło Czarnego Lasu i Woli Kiedrzyńskiej, pociąg wycofał się (do Łasku) gdy na jego odcinek Niemcy ściągnęli cały dywizjon artylerii ciężkiej. 3 września pociąg przejechał do Łodzi, następnie na stację w Koluszkach; tam, razem z pociągiem pancernym nr 55 „Bartosz Głowacki” do 5 września oczekiwał na rozkazy. 5 września na tejże stacji niemieckie bombowce zniszczyły skład gospodarczy „Śmiałego”.
Wieczorem 5 września jednostki polskie rozpoczęły odwrót w tym rejonie frontu; rankiem 6 września 53 i 55 pociąg pancerny także przejechały z Koluszek do Skierniewic. Zniszczenia torów zapobiegły planowanemu na 7 września rozpoznaniu na linii Skierniewice–Łowicz. 8 września pociągi patrolowały odcinek Skierniewice – Żyrardów, a następnie przejechały przez Warszawę udając się do Mińska Mazowieckiego. W Mińsku otrzymano rozkaz udania się do Siedlec, gdzie pociągi dotarły 10 września. Wobec zagrożenia miasta w nocy z 10 na 11 września pociągi odjechały do Łukowa; 12 września Łuków był już zagrożony, pociągi wycofały się do Międzyrzeca Podlaskiego, po drodze otrzymano rozkaz udania się na Brześć nad Bugiem, gdzie dotarły 14 września. Tego samego dnia pod miasto podszedł niemiecki XIX Korpus. Pod Katenborgem „Śmiały” wsparł piechotę, odrzucając czołgi 10 Dywizji Pancernej. Po południu Niemcy zajęli Dworzec Główny w Brześciu, i pociągi otrzymały rozkaz wycofania się na Kowel, gdzie dotarły 15 września. 16 września pociągi zostały odesłane do Łucka. 17 września otrzymano informację o wkroczeniu Armii Czerwonej, dowódcy pociągów podjęli decyzję o przebiciu się na Lwów, gdzie dotarły przez Łuck – Sienkiewiczówkę – Stojanów 18 września. „Śmiały” operował w okolicy Dworca Łyczakowskiego, później wsparł uderzenie piechoty na Sichów i Pirogowkę. 19 września ostrzeliwał Zboiska, dokonał wypadów na Kamionkę Strumiłową, wieczorem wrócił na stację Podzamcze, a w nocy z powrotem na Dworzec Łyczakowski.
Po kapitulacji przed najeźdźcą sowieckim 22 września pociąg opuszczony przez załogę, został zajęty przez wojska radzieckie. Wraz ze zdobytymi przez sowietów pociągami pancernymi „Głowacki" i „Pierwszy Marszałek" został wcielony do wojsk NKWD. W nowej służbie przemianowano jego nazwę na BEPO 75, obsadzono sowiecką załogą pod dowództwem starszego lejtnanta Mieszkowa, wszedł w skład 75 pułku 10 Dywizji NKWD, stacjonującej w rejonie Rawy Ruskiej.
Po agresji Niemców na ZSRR w 1941 roku pociąg trafił w ręce Wehrmachtu po wcześniejszym remoncie. Pod nowym sztandarem występował pod nazwą Pz Zug 10. W czasie walk na froncie wschodnim trafił m.in. do zewnętrznego kręgu kotła stalingradzkiego.
10 czerwca 1944 roku, oficjalnym rozkazem O.K.H. pociąg pancerny Pz Zug 10 został skreślony z ewidencji niemieckich jednostek bojowych, a los dwóch ostatnich wagonów artyleryjskich „Śmiałego" pozostał nieznany.

## Służba
Służył kolejno w armiach:
- Austro-Węgier
- Polski – od 1 listopada 1918 do 22 września 1939 (kapitulacja Lwowa)
- ZSRR (75 Pułk NKWD) – do 7 lipca 1941
- Niemiec – do 10 czerwca 1944 – skreślenie ze stanu

Pierwszy skład powstał na bazie taboru zdobytego 1 listopada 1918 r. pod Krakowem.
Zdobyty tabor:
- 377 (2 szt.):
  - 377-117 – użyty w pociągu Śmiały
  - 377-402 – użyty w pociągu Piłsudczyk
- wagon artyleryjski (2 lub 3 szt.):
  - 141164 – użyty w pociągu Śmiały
  - 141455 – użyty w pociągu Piłsudczyk
  - 148066
- wagon szturmowy:
  - 140866 – użyty w pociągu Piłsudczyk
  - 150060 – użyty w pociągu Śmiały
- platformy kontrolne

## Żołnierze pociągu
Dowódcy pociągu
- por. art. Jerzy Lewakowski (4 – 13 XI 1918[1])
- kpt. Ludwik Hickiewicz (14 – 20 XI 1918 ciężko ranny[1])
- por. Stanisław Małagowski (21 XI 1918 – †25 VII 1919[21])
- ppor. Stanisław Biega (od 25 VII 1919[21])
- kpt. Mieczysław Malinowski (1939)
- kpt. Zdzisław Orzechowski[22]

Oficerowie
- ppor. Stanisław Hrebenda – zastępca dowódcy pociągu i dowódca artylerii (od XI 1918[1])
- ppor. Karol Hülle – II oficer artylerii (od XI 1918[1])
- ppor. Adam Gusławski – dowódca karabinów maszynowych (od XI 1918[1])
- ppor. Stanisław Biega – oficer techniczny (od XI 1918[1])
- kpt. piech. Edward Czerny
- ppor. Zygmunt Blumski – dowódca oddziału ckm

Obsada pociągu 1 września 1939
- Dowódca: kpt. Mieczysław Malinowski († 1944 w Normandii)
- Zastępca: por. Wacław Elertowicz
- Oficer łączności: ppor. rez. Marian Patyna
- Dowódca 1 plutonu ogniowego: por. Karol Kulas
- Dowódca 2 plutonu ogniowego: por. Stanisław Dawidowski
- Dowódca plutonu drezyn: sierż. pchor. Szoryn
- Dowódca plutonu technicznego: ppor. Wiktor Jan Piwowarczyk[24]
- Lekarz: ppor. lek. med. Zbigniew Capiński[24]

## Skład pociągu
- parowóz opancerzony Ti3 nr 9 z tendrem 12C1 nr 482 (z wieżyczką typu Ursus)[25],
- wagon szturmowy nr 627950 typu "warszawskiego" zaopatrzony w radiostację RKDP/P[25],
- 2 bliźniacze wagony artyleryjskie polskiej produkcji typu III nr 699020 i 699021, każdy uzbrojony w 1 armatę wz. 02/26 i 1 haubicę wz. 14/19A,
- 2 platformy Pdks na końcach składu,
- pluton drezyn z dwoma zestawami wyposażony w 2 czołgi Renault FT oraz 5 tankietek TK-3

## Odznaka pamiątkowa
Odznaka okrągła, ażurowa, o średnicy 46 mm, tłoczona w blasze o grubości 1 mm z żółtego metalu, posrebrzana i oksydowana, nieco wypukła. Na pierścieniu u góry napis: Pancerny śmiały, u dołu stylizowane gałązki laurowe związane wstęgą. W środku sylwetka wozu bojowego na szynach kolejowych. Odznaka przypinana na śrubie, na tle czerwonego sukna (jedwabiu).